# Barnomsorg

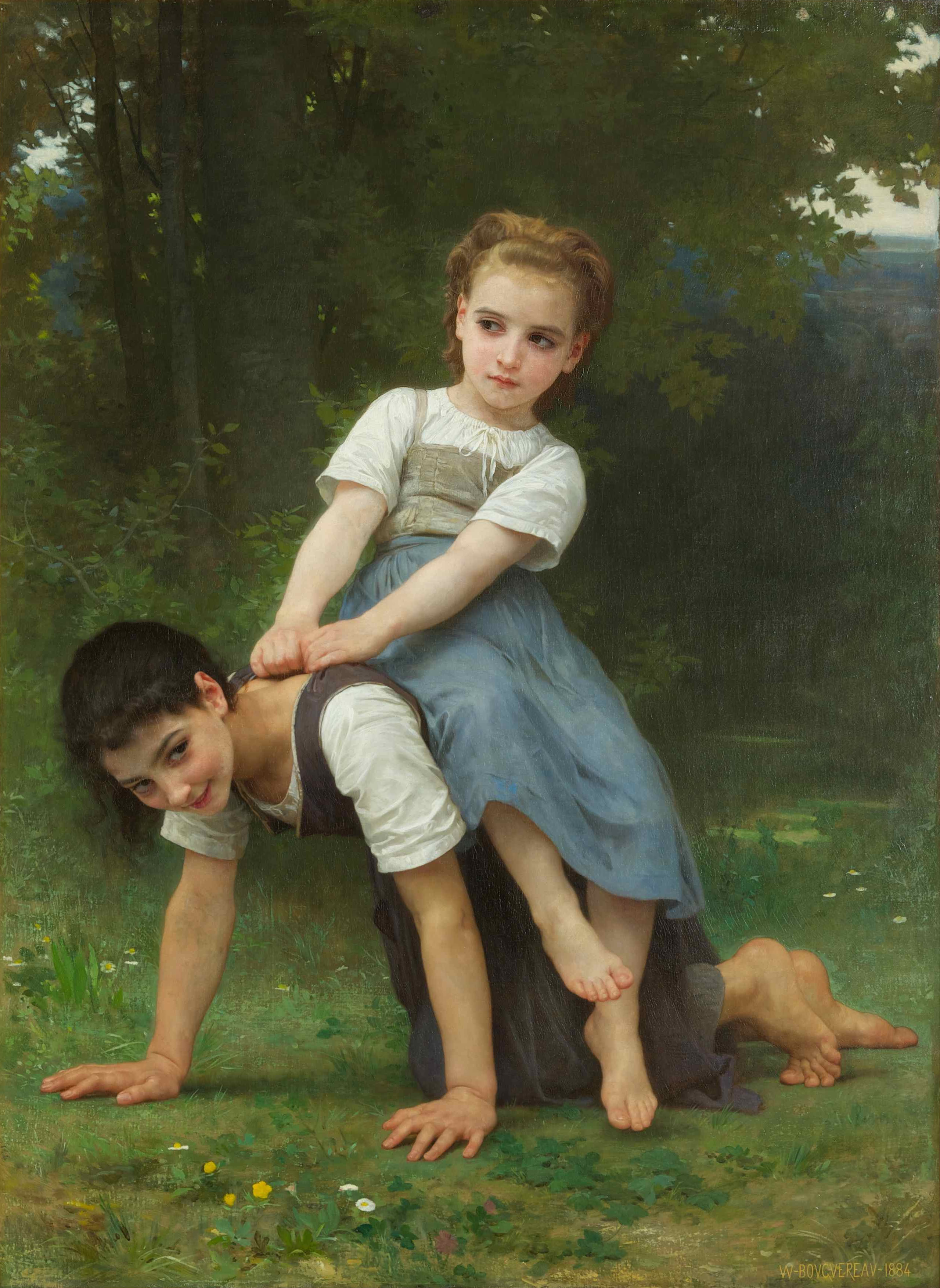
Barns lek - tavla av Bouguereau (1884).

Barnomsorg (i Finland barndagvård) är ett samlingsbegrepp för omhändertagande och uppfostran av barn. I mer specifik bemärkelse syftar det på tillfällig omsorg om ett barn av andra än barnets vårdnadshavare. Barnomsorgen bör tillgodose barnens utveckling på kroppsligt, intellektuellt och socialt plan och ge tillfälle till lek, lärande, samvaro och vila.
Då barnomsorgen innefattar utbildning kallas verksamheten ofta förskola, men i olika länder uppfattar man gränsdragningen olika mellan pedagogiskt genomtänkt barnomsorg och barnomsorg med utbildning.

## Historik
År 1767 grundade Johann Friedrich Oberlin i Alsace en barnskola, som skulle ta hand om unga barn medan deras föräldrar arbetade i jordbruket. Systemet spreds och blev 1833 skattefinansierat i Frankrike. Samtidigt och oberoende av utvecklingen på kontinenten grundade skotten Robert Owen sitt Institute for the Formation of Character där det bland annat fanns barngrupper i åldern 2-5 år. Med erfarenheterna från Owens verksamhet grundades 1818 Englands första infant school i London. Friedrich Fröbel utvecklade i Tyskland den första systematiska pedagogiken för den tidiga barndomen. I de tyska kindergarten sågs barnenes spontana aktivitet, lek och imitation som ett sätt at lära.
Under 1900-talet slog barnomsorgen igenom brett i västvärlden. En förklaring var ett ökat vetenskapligt intresse för barns utveckling. En annan förklaring var att man strävade efter att omvandla redan existerande barnpassningsverksamhet till pedagogisk verksamhet.

## Sverige
I Sverige omfattar förskoleverksamhet och fritidshem barn från 1–12 år. Med förskoleverksamhet menas förskola (i den svenska betydelsen, alltså det som tidigare kallades "daghem" eller "dagis"), familjedaghem eller öppen förskola. 
Kommunerna är ansvariga enligt Skollagen att erbjuda barnomsorg om vårdnadshavare behöver detta på grund av arbete, studier eller om barnet har särskilda behov. 
På 1930- och 1940-talen skedde en kraftig utveckling. Då "föddes" de barnomsorgsformer som föräldrar idag ser som en naturlig del av ett modernt samhälle. Barnomsorgspersonalen började utbildas i takt med att kraven på pedagogisk verksamhet ökade.
År 1944 utdelades det första statsbidraget till barnomsorg. 
Socialstyrelsen blev tillsynsmyndighet och skrev 1945 de första pedagogiska anvisningarna för barnomsorgen, som skulle "utveckla barnens sinnen, fantasi, skaparglädje, uppfinningsförmåga och ge en sund självkritisk inställning".
Fram till och med 1996 var barnomsorgen en del av socialpolitiken och det var Socialdepartementet som ansvarade för denna, men därefter flyttades frågorna över till Utbildningsdepartementet.